# Wilhelm Lanzky-Otto
Wilhelm H G S Lanzky-Otto, född 30 januari 1909 i Köpenhamn, död 13 april 1991 i Brännkyrka, var en dansk valthornist. Han var far till Ib Lanzky-Otto.
Lanzky-Otto, som var son till organisten Frederik Otto och pianisten Anna Nielsen, avlade pianistexamen Det Kongelige Danske Musikkonservatorium i Köpenhamn 1930, högre organistexamen där 1931 samt studerade i Paris 1934 och Tyskland 1939. Han blev förste valthornist vid Tivolis konsertsal 1930, vid Statsradiofonien Orkester 1936 och Det Kongelige Kapel 1945. Han blev valthornslärare vid musikkonservatoriet i Köpenhamn 1944, lärare i piano och valthorn vid musikkonservatoriet i Reykjavik 1946, förste valthornist vid Göteborgs orkesterförening 1951, vid Stockholms konsertförening och lärare vid Musikhögskolan i Stockholm 1956–1975. Han invaldes 1984 som ledamot av Kungliga Musikaliska Akademien i Stockholm.
Lanzky-Otto är begravd på Sandsborgskyrkogården i Stockholm.